# Шторм (зенитный ракетный комплекс)
М-11 «Шторм» (Индекс ГРАУ — 4K60, по классификации МО США и НАТО — SA-N-3 Goblet, буквально «Кубок») — советский зенитно-ракетный комплекс корабельного базирования.
Впервые установлен на противолодочном крейсере «Москва», спущенном на воду в 1967 году. Официально принят в эксплуатацию в 1969 году. Наземного аналога не существует, комплекс разрабатывался исключительно для ВМФ.
К концу 1980-х годов ЗРК «Шторм» был присвоен псевдоним «Шквал».

## Пусковые установки
- Б-189 — двухбалочная стабилизированная наводящаяся ПУ тумбового типа с нижней подвеской двух ракет, устройством хранения, подачи и заряжания. Боезапас хранился в барабанах под ПУ, на двух ярусах, по 2 вращающихся вертикальных барабана на каждом ярусе. Барабан вмещал 6 ракет расположенных вертикально и имел один подающий люк. Для пуска следующей ракеты барабан поворачивался, чтобы очередная ракета заняла позицию под подающим люком.(ПКР проект 1123 «Кондор» и ТАКР проект 1143)
- Б-187 — двухбалочная стабилизированная наводящаяся ПУ тумбового типа с нижней подвеской двух ракет, устройством хранения, подачи и заряжания. Боезапас хранился в 2 барабанах под ПУ. Барабан вмещал 6 ракет расположенных вертикально и имел один подающий люк. Для пуска следующей ракеты барабан поворачивался, чтобы очередная ракета заняла позицию под подающим люком. (БПК проект 1134А «Беркут-А»)
- Б-187А — двухбалочная стабилизированная наводящаяся ПУ тумбового типа с нижней подвеской двух ракет, устройством хранения, подачи и заряжания. Устройство хранения одноярусное контейнерного типа под ПУ. (БПК проект 1134Б «Беркут-Б»)

## Универсальная управляемая ракета
Ракета В-611 (4К60) — зенитная управляемая средней дальности, одноступенчатая, с двухрежимным твердотопливным двигателем и нормальной аэродинамической конфигурацией.
Двухрежимный твердотопливный двигатель ракеты обеспечивал её интенсивный старт с короткой направляющей со скоростью 1200 м/с (3,6М) и поддерживал высокую среднюю скорость полета 800 м/с. Время работы двигателя было соизмеримо со временем полёта ракеты на максимальную дальность до 55 км, что обеспечивало отсутствие пассивного участка траектории полёта и увеличивало маневренность и управляемость ракеты при выполнении ею интенсивных манёвров в районе цели. На тех же дистанциях поражалась и надводная цель.
Метод наведения ракет — радиокомандный с последующим сопровождением 1 цели через 2 ракеты на траектории их полёта.
Подрыв боевой части осуществлялся радиовзрывателем при подлёте ракеты к цели, либо по команде, поступающей от станции наведения.
Скорость хода корабля при пусках ракет могла быть до 32 узлов.

## Система управления
Корабельная система управления (КСУ) УЗРК «Гром» включала:
- Центральный прибор управления ракетной стрельбой (ЦПУРС), который обеспечивал управление предстартовой подготовкой, наведение ПУ, одиночную или залповую стрельбу из ПУ и автоматический поворот барабанов для подачи очередных ракет.
- Вычислительное устройство (ВУ), которое обеспечивало приём и обработку информации от двух радиолокационных каналов (антенн), выработку данных стрельбы по одной цели, выработку команд управления для коррекции наведения до 2 ракет на 1 цель одновременно.
- Гировертикаль, которая автоматически выдавала данные учёта углов бортовой и килевой качки в систему управления ПУ.
- Гирокомпаса, от которого данные о курсе своего корабля автоматически поступали в систему управления.
- Лаг выдавал данные о скорости самого корабля.
- Главным средством целеуказания служили корабельные радиолокационные средства освещения воздушной и надводной обстановки.
- Сопровождение цели, подсветка 2 ракет и передача на них радиокоманд осуществлялась через многофункциональный антенный пост 4Р60.
- Выключатели и соединительные ящики для обеспечения питания и разъединения приборов системы управления.
- Станция измерительных приборов, которая обеспечивала контроль параметров сети и распределения электропитания по приборам КСУ.

Корабельная система управления (КСУ) «Гром» имела силовой электрический привод дистанционного автоматического поворота ПУ в вертикальной и горизонтальной плоскостях, обеспечивала приём одной цели от корабельных радиолокационных средств освещения воздушной и надводной обстановки, предстартовую 220-секундную подготовку ракет В-611 перед пуском, за время которой выполнялась проверка бортовых систем ракет и выдавалось разрешение на пуск до двух ракет. Автоматическое сопровождение одной цели на дальности до 55 км осуществлялось в секторном режиме с помощью двух радиолокационных каналов (двух больших параболических антенн), которые работали для повышения помехозащищённости в различных диапазонах волн и использовали моноимпульсный метод пеленгации (сканирования) цели.
Перемещение сектора сканирования проводилось вращением антенного поста. Полученные координаты цели поступали в вычислительное устройство (ВУ), которое учитывало курс и скорость своего корабля, а также параметры бортовой и килевой качки и решало триангуляционную задачу на вычисление дальности до цели и элементов её движения, причём вычисленные данные с течением времени непрерывно обновлялись и уточнялись. Оператор сообщал ВУ о необходимости пуска и количестве ракет, прибор управления стрельбой производил предстартовую подготовку ракет и осуществлял пуск 1 или 2 ракет. Подача ракет из устройств хранения производилась принудительно с помощью заряжающего устройства, при этом балки ПУ поворачивались перпендикулярно палубе для приёма ракет. После разворота ПУ в направлении цели и подачи оператором команды «Пуск» запускались твердотопливные двигатели двух ракет и они сходили с направляющих с интервалом в 40 секунд, устремляясь в точки встречи с целью.
После схода ракет с направляющих ПУ они захватывались двумя радиолокационными каналами (две малые параболические антенны) телеуправления, которые работали на разных частотах и располагались над большими антеннами сопровождения цели. На одну цель одновременно наводилось до двух ракет. Радиокоманды наведения на две ракеты передавались радиолокационным каналом (одна рупорная антенна) передачи команд, которая размещалась снизу между большими антеннами передней части постамента антенного поста. Точка встречи каждой ракеты с целью рассчитывалась ВУ и постоянно уточнялась, исходя из текущего положения цели относительно ракеты по информации, поступающей от двух малых параболических антенн. При подлёте ракет к цели (на конечном участке полёта) включались радиовзрыватели ракет, режим работы которых задавался командами, поступающими на борт ЗУР от рупорной антенны системы управления «Гром» в зависимости от параметров движения цели.

## Радиолокационная станция наведения
РЛС наведения 4Р60 сантиметрового диапазона волн позволяла определять дальность, азимут и угол места, сопровождать воздушные и надводные цели и управлять 1 или 2 ракетами в полёте с помощью радиокоманд.
РЛС работала в секторном 90-градусном режиме по данным от корабельных радиолокационных средств освещения воздушной и надводной обстановки и целеуказания. Она автоматически сопровождала воздушные или надводные цели и управляла ракетами в полёте на дальности до 55 км, а также обеспечивала помехозащищённость системы управления УЗРК М-11 «Шторм».

## Модификации
- 4К60 М-11 «Шторм» (по классификации НАТО SA-N-3A): с ракетой В-611
- 4К60 М-11 «Шторм-М»: с СУО Гром-М.
- 4К65 М-11 «Шторм-Н» (классификации НАТО SA-N-3B).: с модернизированной ракетой В-611М, с улучшенными характеристиками поражения низковысотных целей.